# Lotus Esprit
Lotus Esprit je sportovní automobil – kupé, vyráběný britskou automobilkou Lotus mezi lety 1976 a 2004.
První koncept navržený Guigiarem byl představen na Turínském autosalonu již roku 1972. Koncept byl založen na modelu Lotus Europa, vyráběný v letech 1966 až 1975. Původní název měl znít „Kiwi“, ale kvůli tradici byl vybrán název začínající na „E“. Tento vůz s ostrými hranami, výraznou klínovitou karoserií a motorem uprostřed v té době vyvolal vlnu nadšení. Přesto trvalo automobilce Lotus uvedení do prodeje další čtyři roky.

## Lotus Esprit S1

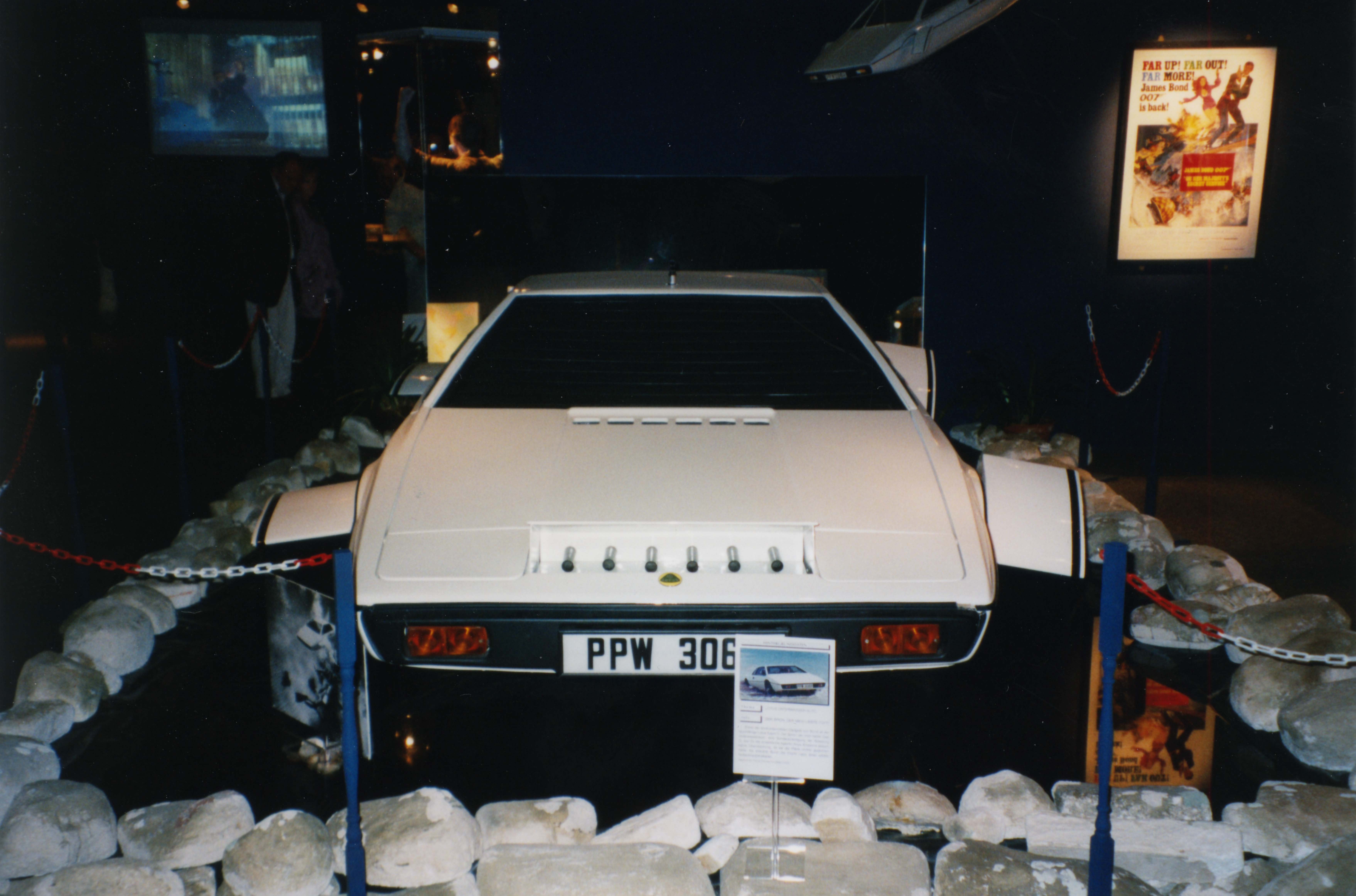
S1 z filmu "Špion, který mě miloval"

První hotový Esprit představil Lotus roku 1975 v Paříži. V červnu 1976 vyjely z výrobní linky první vozy. Esprit tak nahradil řadu Europa. Vůz se proslavil hlavně díky bondovce Špion, který mě miloval (1977), kde se během pronásledování přeměnil v ponorku.

## Lotus Esprit S2, S2.2 a Essex Turbo Esprit
V roce 1980 se vyrobilo 88 vozů Lotus Esprit S2.2, ty byly identické s verzí S2 ale disponovaly motorem "type 912" (2.2 l, 118 kW) a měly pozinkovaný rám podvozku. Lotus Essex Turbo Esprit dostal nový motor s turbodmychadlem "type 910" (2.2 l, 157 kW) díky čemuž dosahoval 0-100 km za 6.1 sekund a maximální rychlosti 240 km/h, v roce 1980 se jich vyrobilo jen okolo 45 a dva si také zahráli v bondovce Jen pro tvé oči (1981).

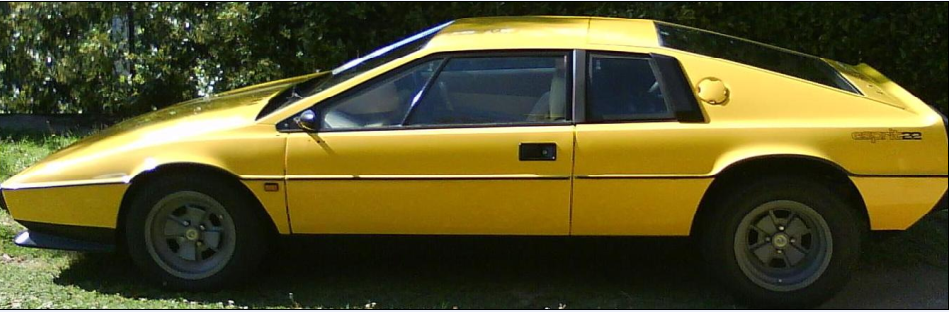
Lotus Esprit S2.2

## Lotus Esprit S3 a Esprit Turbo
Lotus Esprit S3 používal stejně jako dřívější model S2.2 motor "type 912" (2.2 l, 118 kW), zatímco Esprit Turbo disponoval motorem "type 910/910S" s turbodmychadlem čímž stoupla maximální rychlost na 243 km/h. Zpřísněná americká emisní omezení si od roku 1986 vynutila úpravy zvýšením komprese (Esprit Turbo HCPI pro USA a Esprit Turbo HC pro zbytek světa).

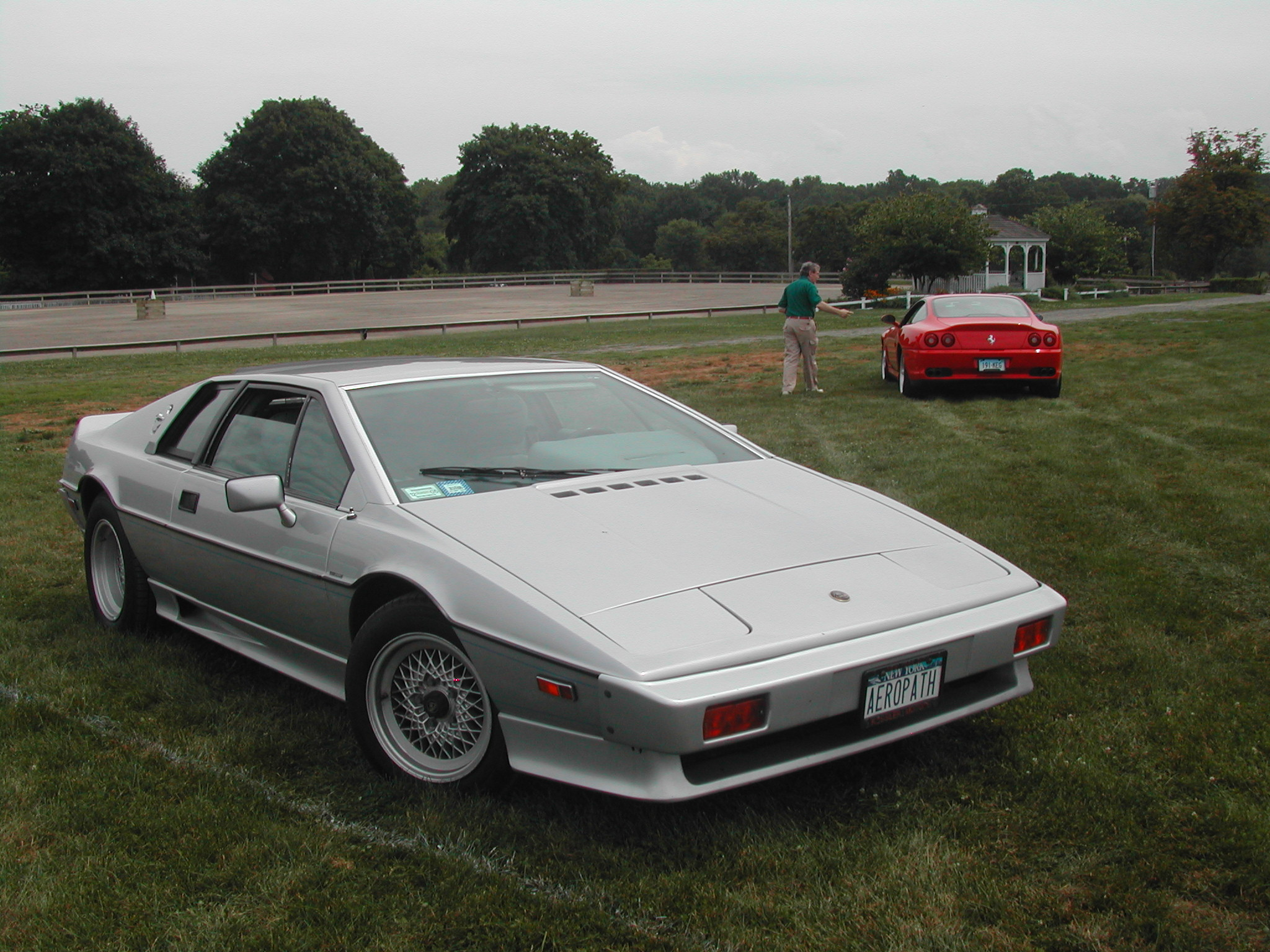
Lotus Turbo Esprit HC

## Lotus Esprit Turbo (X180 a SE)
V roce 1987 doznal design Espritu změn pod vedením Petera Stevense, Esprit X180 měl nepatrně vyšší výkon a maximální rychlost 260km/h. Verze "SE" z roku 1989 se dá skutečně nazvat jako opravdový super-sport, hlavně díky vytuněnému motoru "910S" se vstřikováním Delco o výkonu 195 kW/6500 ot/min.(265 HP) která dosahovala až 260 km/h s akcelerací 0-100 km za 4,7 sekund. Tento model se také objevil ve filmu Základní instinkt,The Rookie a Pretty Woman.

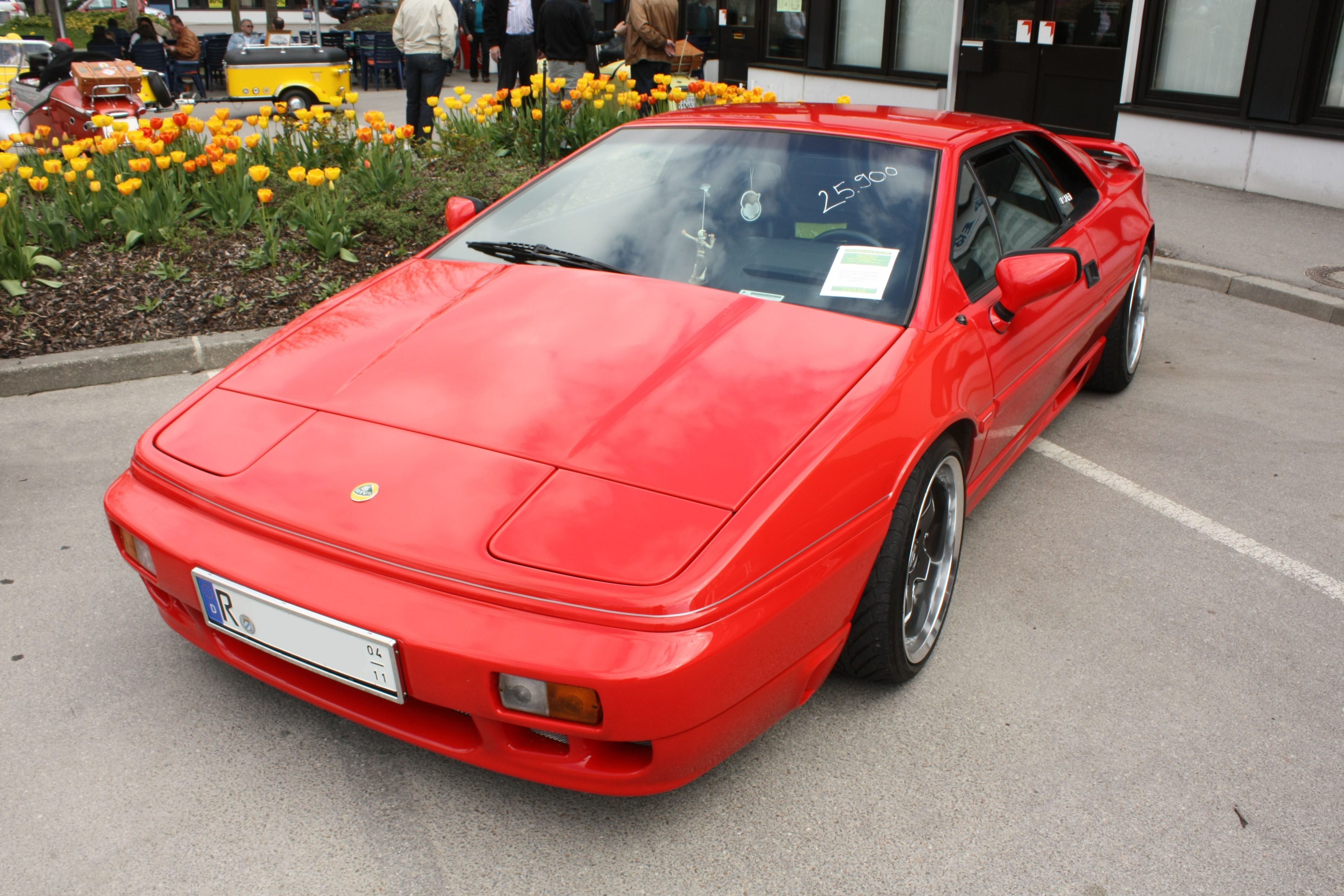
Lotus Esprit Turbo SE

## Lotus Esprit S4, S4s a V8
V roce 1993 skončila výroba Excelu a Elanu M100 a Lotus se tak tehdy zaměřil pouze na Esprit. Nový model dostal název S4, měl vyšší výkon (197 kW), mírně upravený design a poprvé byl použit posilovač řízení. V roce 1994 byl nahrazen modelem S4s (S4 sport), který měl sice stejný motor (2.2 l), ale modifikacemi se zvýšil výkon na 224 kW, díky čemuž dosahoval až 270 km/h akcelerací 0-100 km/h za 4.6 s, také prodělal změny v designu (velké zadní křídlo a nasávače vzduchu).
Esprit se dobře prodával, ale v roce 1996 byl Lotus prodán malajsijské automobilce Proton, v témže roce Lotus představil model Esprit V8 který dostal nový motor (V8, 3.5 l, 260 kW), a přinesl zlepšení dynamiky (max. 282 km/h, 0-100 km/h za 3,4 s). Menšími úpravami prošel Esprit v roce 1998 hlavně v interiéru a odlehčením (SE a GT). Model Esprit Sport 350 (1999), se vyrobil jen omezené sérii 50 kusů, měl různé úpravy motoru, podvozku, vylepšení brzd i v designu. Poslední facelift dostál Esprit v roce 2002, ve kterém převzal některé prvky ze Sportu 350.

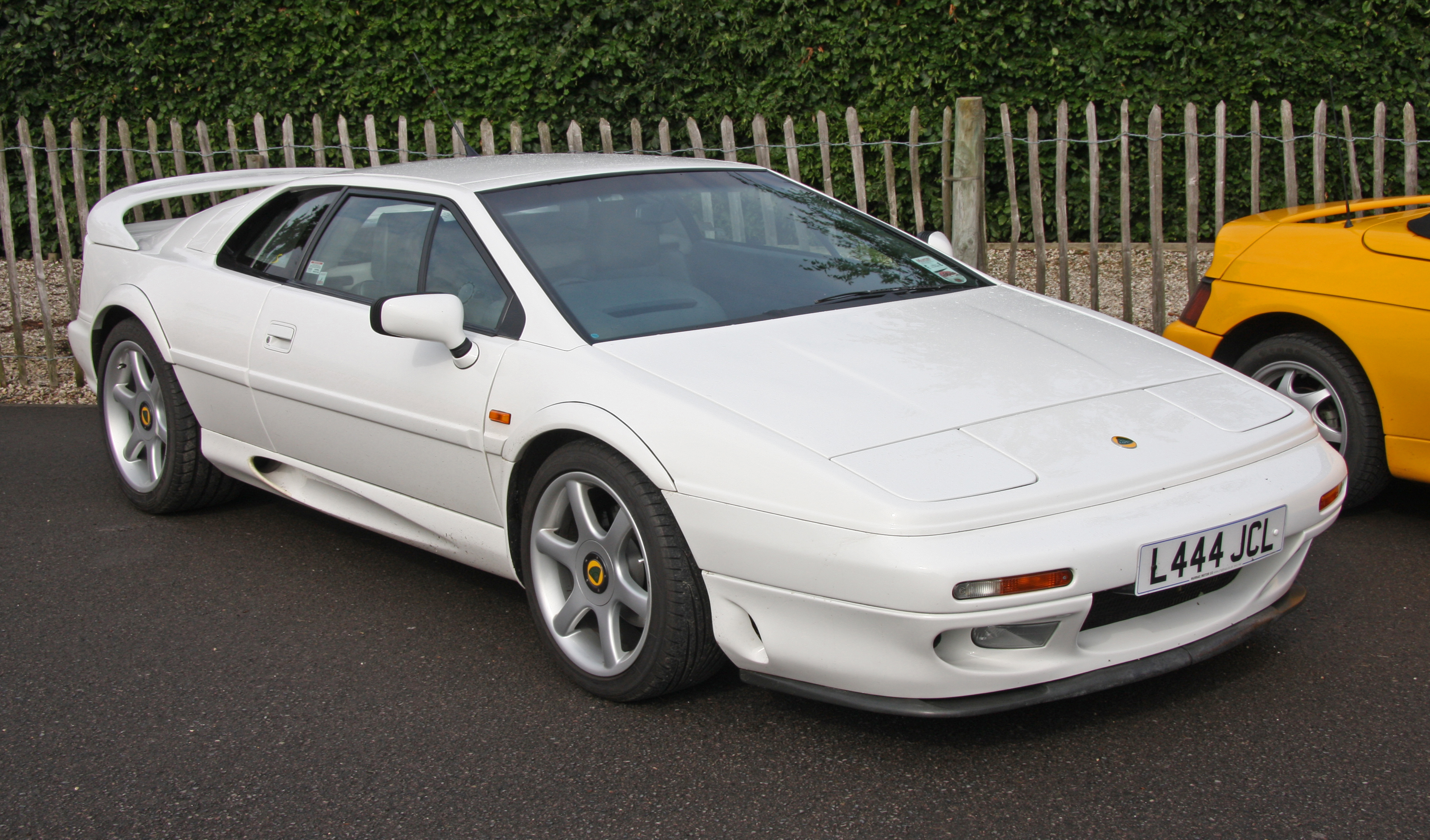
Lotus Esprit S4s

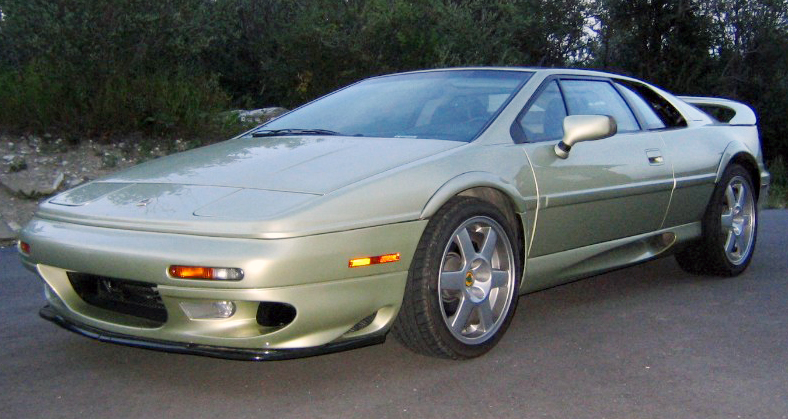
Lotus Esprit V8

## Šestá generace

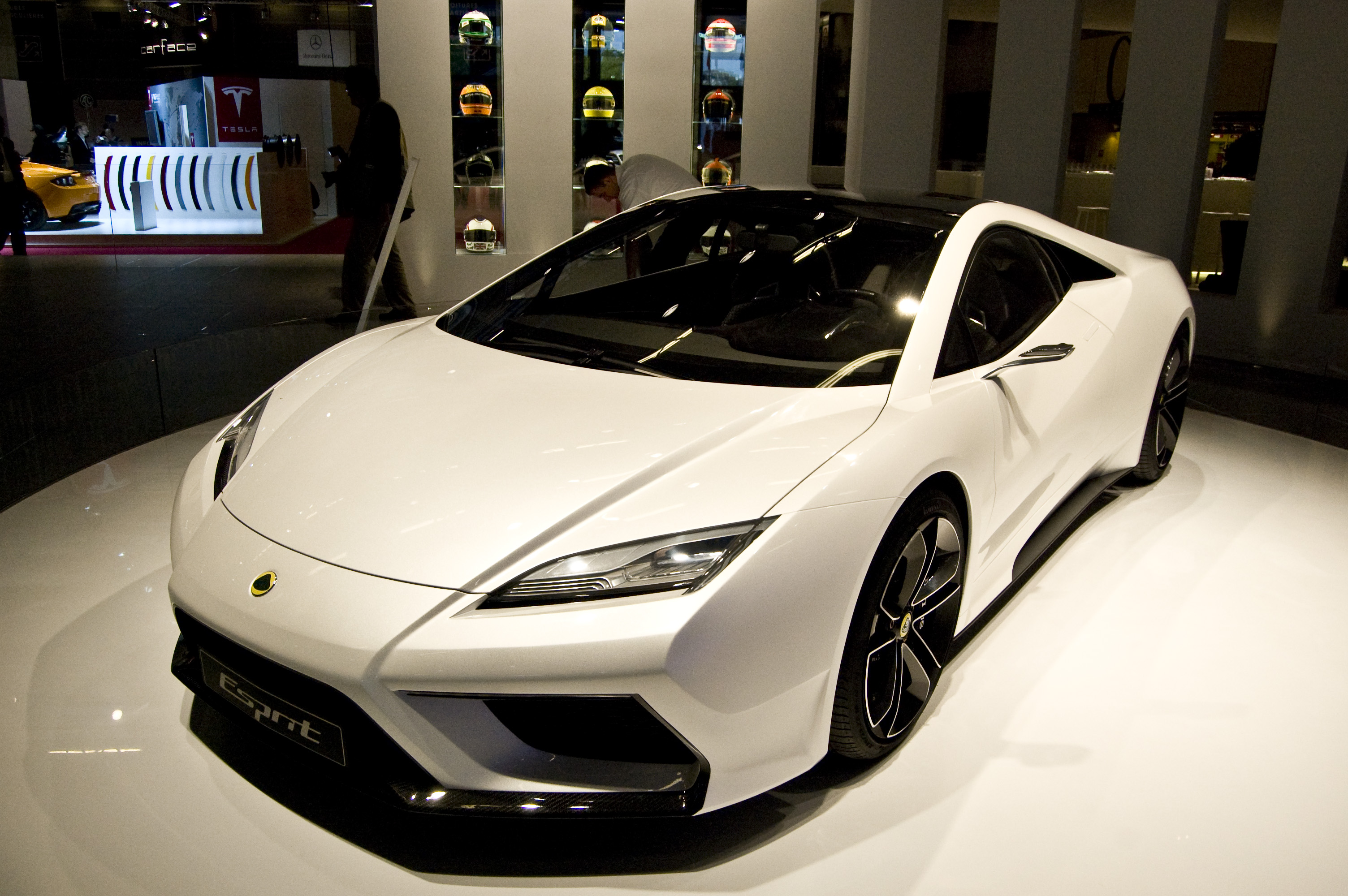
Koncept Lotusu Esprit (2010)

Výroba Espritů byla pozastavená v roce 2004, ale na Pařížském autosalonu 2010 byl představen nový koncept s plánovanou výrobou od roku 2014. Tento model by měl být vybaven motorem V6 (3.0 l a 3.5 l) nebo V8 (4.0 l až 4.8 l) s výkonem 261 kW až 462 kW. Maximální rychlost by měla dosahovat až 330 km/h a akcelerace 0-100 km/h za 3,4 s. Ovšem v září 2014 Lotus projekt Espritu zrušil.